# Johannes Kepler (Film)
Johannes Kepler ist ein deutscher Spielfilm der DEFA von Frank Vogel aus dem Jahr 1974.

## Handlung
Die Handlung ist in den ersten Jahren des Dreißigjährigen Krieges angesiedelt, im letzten Lebensjahrzehnt Johannes Keplers. Dieser ist ein berühmter und angefeindeter Mann, Astronom und Mathematiker, seine Berechnungen der Planetenumlaufbahnen sind eine ungeheure Erkenntnis und eine ungeheuerliche Bedrohung anerkannter religiöser Doktrin zugleich. Hinter der Fassade des Glaubenskrieges versuchen die Mächtigen ihre Interessen zu realisieren.
Kepler ist 1620 auf der Reise von Linz, wo er als Mathematiker der Landschaft Österreich ob der Enns tätig ist, nach Württemberg. Er will um das Leben seiner Mutter kämpfen, die nach einem Streit von einer ehemaligen Freundin als Hexe denunziert wurde. In den Verhandlungstagen voller Hysterie und religiösen Wahns erinnert er sich an entscheidende Stationen seines lebenslangen Kampfes um Aufklärung und Vernunft. Er muss erkennen, dass das Gericht ihn in Wahrheit dazu bringen will, gegen seine eigene Lehre auszusagen und sich den katholischen Dogmen zu beugen. Das ist der Griff der Dunkelmänner nach Kepler, dem sie durch ihr eigenes Denken nicht beikommen können.
Der Film zeigt Episoden des Kampfes Keplers für die Durchsetzung seiner wissenschaftlichen Ansichten. Zur selben Zeit verlieren die Protestanten bei Prag eine entscheidende Schlacht, was der Ankläger nutzt, die Pogromstimmung anzuheizen. Kepler versucht, Unterstützung bei der protestantischen Führung zu erhalten, die ihm jedoch verweigert wird. Ein Jesuit, ehemaliger Studienfreund Keplers, macht nun seinen Einfluss bei der Inquisition geltend. Das aussichtslos Scheinende gelingt nach langem Streit: Keplers Mutter kommt frei. Erkenntnisse und Begegnungen mit anderen berühmten Persönlichkeiten, wie mit seinem Förderer Tycho Brahe, sind als Erinnerungen in die Handlung eingeflochten.

## Produktion
Johannes Kepler wurde von der Künstlerischen Arbeitsgruppe „Roter Kreis“ auf ORWO-Color gedreht und hatte am 14. November 1974 im Berliner Kino International seine festliche Premiere. Die Erstausstrahlung im 2. Programm des Fernsehens der DDR erfolgte am 14. Mai 1976.
Das Szenarium kam von Manfred Freitag und Joachim Nestler sowie die Dramaturgie von Christel Gräf und Günter Karl.
Ursprünglich war geplant, den Film als Koproduktion mit der CSSR unter dem Titel Putzt das Licht der Vernunft zu drehen.

## Kritik
Horst Knietzsch schrieb im Neuen Deutschland, dass die Autoren des Films der Genialität Keplers auf der Spur waren, es ihnen aber nur halbherzig gelungen ist, das Besondere dieses Menschen sichtbar zu machen.

„‚Kepler‘ — ein Film, der sich in seiner Problematik nur schwer aufschließen will, der dem Publikum das Vergnügen am Mit-Denken zu spröde anbietet und nicht zuletzt damit zu schwierig macht. Unentschiedenheit im dramaturgischen Ausbau der dem Stoff innewohnenden Konflikte. Unentschiedenheit auch in der Umsetzung seitens der Regie scheinen mir die Ursachen dafür, dass die potentiell vorhandene Problemfülle das Publikum nicht oder nur schwer erreicht.“

Das Lexikon des internationalen Films nannte den Film wenig befriedigend.